# Łaskarzew
Łaskarzew là một thị trấn thuộc huyện Garwoliński, tỉnh Mazowieckie ở trung-đông Ba Lan. Thị trấn có diện tích 15 km². Đến ngày 1 tháng 1 năm 2011, dân số của thị trấn là 4884 người và mật độ 318 người/km².